# Horizon : Une saga américaine, chapitre 1
Pour les articles homonymes, voir Horizon.
Série Horizon
Chapitre 2
(2024)
Pour plus de détails, voir Fiche technique et Distribution.
Horizon : Une saga américaine, chapitre 1 (Horizon: An American Saga – Chapter 1) est un western américain réalisé par Kevin Costner et sorti en 2024, première partie de la série Horizon.
Ce pur western marque le retour de l'acteur à la réalisation, vingt ans après le western Open Range, pour une saga dans l'Ouest américain de vingt ans avant et vingt ans après la guerre de Sécession, en quatre films d’une durée totale de dix heures. L’action se déroule simultanément en plusieurs lieux de l’Ouest américain, avec des personnages différents, face aux Apaches le long d’une rivière de la Frontière sauvage dans l’Arizona et, beaucoup plus au Nord, dans un petit camp de prospecteurs du Montana, mais aussi dans l’ouest du Kansas, au sein d’une caravane de chariots bâchés sur la piste de Santa Fe.
La série, préparée durant plus de vingt ans par Kevin Costner, tire son nom des grands paysages américains traditionnels. Parmi ces paysages typiques des western, « plaines à perte de vue », déserts et ravins mais aussi « vallées recouvertes de fleurs jaunes » ou encore « montagnes enneigées bardées de sapins », s’enthousiasme le magazine Rolling Stone . Horizon est aussi le nom de la ville de pionniers érigée dans une plaine semi-désertique au milieu de laquelle coule une rivière, qui est attaquée par les Apaches.
Ce premier chapitre est présenté le 19 mai 2024 au festival de Cannes, avant sa diffusion dans les salles américaines le 28 juin 2024. En France, il sort en salles en juillet.

## Synopsis

### Arizona
En 1859, dans la vallée de San Pedro, dans le futur État de l’Arizona, des arpenteurs plantent des piquets pour indiquer les limites d'une prochaine ville, nommée Horizon. Peu de temps après, Desmarais, un missionnaire qui cherche Horizon, les retrouve tués par une bande d'Apaches de l'Ouest. Il enterre leurs corps et fonde la ville d'Horizon.
En 1863, des pionniers installés dans une ville d'Horizon florissante sont attaqués par un raid apache mené par Pionsenay, tuant la majorité des habitants, dont le mari et le fils de Frances Kittredge. Le jeune Russell Ganz s'enfuit à cheval et rejoint le fort de Camp Gallant, où sont cantonnées les tuniques bleues de la cavalerie de l'armée américaine.
Un détachement mené par le lieutenant Trent Gephardt vient porter secours aux survivants, dont font partie Frances Kittredge et sa fille Elizabeth. Russell rejoint un groupe dirigé par son compatriote survivant Elias Janney et le chasseur de scalps Tracker, pour se venger des Apaches.
Le lieutenant Gephardt met en garde le groupe contre des représailles aveugles, surtout motivées par la rentabilité des scalps. Frances et Elizabeth s'adaptent à la vie au Fort de la cavalerie, qui leur donne refuge. Le code moral non interventionniste de Gephardt concernant les terres autochtones le fait entrer en conflit avec son commandant, le colonel Houghton, persuadé qu’une destinée manifeste est inévitable. Elizabeth se lie d'amitié avec certains soldats du camp et a le cœur brisé lorsqu'ils sont rappelés à l'Est pour combattre dans la guerre civile. Frances et Gephardt entament une romance.
Le chef apache Pionsenay se dispute avec son aîné tribal Tuayeseh au sujet de ses raids contre les colons, qui selon lui, par leur avancée inexorable, les chasseront, ce qui les contraindra peu à peu à des conflits avec les tribus voisines. Tuayeseh croit lui en la coexistence. Pionsenay et sa bande, dont l'un des fils de Tuayeseh, quittent volontairement la tribu pour poursuivre leur guerre contre les colons.

### Montana
Dans le territoire du Montana, Lucy s'enfuit avec son fils Sam après  avoir tiré sur James Sykes, dont la veuve lance ses fils Junior et Caleb à ses trousses.
Lucy refait sa vie sous le nom d'Ellen Harvey et se marie avec Walter Childs. La prostituée Marigold, qui cohabite avec eux, fait la rencontre du marchand de chevaux Hayes Ellison et lui propose vainement ses services avant de rentrer chez elle pour s'occuper de Sam, le jeune fils de Lucy.
Walter et Lucy partent vendre des terrains et se rendent compte trop tard que les acheteurs sont les frères Sykes, Caleb et Junior. Ils kidnappent Lucy et Walter est tué. Junior, le frère aîné, envoie Caleb chercher Sam en ville, où il rencontre Hayes Ellison, qui l’accompagne au domicile de Lucy, puis le tue lors d'une fusillade lorsqu'il réalise qu'il veut tuer Marigold et s’apprête aussi à l’éliminer.
Hayes Ellison fuit la ville avec Marigold, qui lui demande de l'emmener avec Sam. Après s’être installé dans un chantier ferroviaire pour se faire oublier, Marigold abandonne Sam et Hayes pour un joueur ambulant qui lui offre une vie plus sécurisée. Elle confie l'enfant à une famille d'ouvriers chinois.

### Ouest du Kansas
Sur la piste de Santa Fe, dans l’Ouest du Kansas, Matthew Van Weyden mène un convoi de pionniers vers Horizon. Parmi ces pionniers se trouvent un couple anglais formé de Juliette Chesney et Hugh Proctor ainsi qu'Owen Kittredge et ses deux filles de la famille du défunt mari de Frances. Pendant leur voyage, ils sont surveillés par deux guerriers Pawnee les obligeant à ralentir leur progression et à se préparer à se défendre. Pendant la nuit, Juliette surprend deux hommes en train de la regarder alors qu'elle se lave avec de l'eau potable, Van Weyden doit les sermonner mais aucun ne semble avoir l'intention d'écouter.
Le groupe d'Elias et Russell rencontre et tente d'intimider un Indien autochtone dans un comptoir perdu, mais Janney et le commerçant empêchent que cela ne se transforme en bain de sang. En raison de l'absence de résultats dans la recherche de la bande de Pionsenay, le groupe décide de s'en prendre aux Indiens partout où ils peuvent les trouver. Ils apprennent l'existence d'un village apache à proximité et attendent le départ du groupe de chasseurs du village avant de massacrer et de scalper les femmes, les enfants et les personnes âgées de la tribu, à la grande horreur de Russell. Le groupe s'en va, partant avant que les chasseurs puissent revenir se venger, les conséquences de leur action se feront bientôt sentir à travers le pays.

## Fiche technique
Sauf indication contraire, les informations mentionnées dans cette section peuvent être confirmées par la base de données cinématographiques IMDb,  présente dans la section « Liens externes ».
- Titre français : Horizon : Une saga américaine, chapitre 1
- Titre original : Horizon: An American Saga – Chapter 1
- Réalisation : Kevin Costner
- Scénario : Kevin Costner et Jon S. Baird
- Musique : John Debney
- Direction artistique : Billy W. Ray
- Décors : Derek R. Hill
- Montage : Miklos Wright
- Photographie : J. Michael Muro
- Production : Kevin Costner
- Sociétés de production : New Line Cinema et Territory Pictures
- Société de distribution : Warner Bros. (Etats-Unis), Metropolitan Filmexport (France)
- Pays de production :  États-Unis
- Langue originale : anglais
- Format : couleur
- Genre : western, drame
- Durée : 181 minutes
- Dates de sortie :
  - France : 19 mai 2024 (festival de Cannes[2])
  - États-Unis : 28 juin 2024
  - France : 3 juillet 2024

## Distribution
- Kevin Costner (VF : Bernard Lanneau ; VQ : Marc Bellier) : Hayes Ellison
- Sienna Miller (VF : Céline Mauge ; VQ : Catherine Proulx-Lemay) : Frances Kittredge
- Sam Worthington (VF : Adrien Antoine ; VQ : Gilbert Lachance) : First lieutenant Trent Gephardt
- Jena Malone (VF : Emilie Rault ; VQ : Kim Jalabert) : Ellen Harvey
- Michael Rooker (VF : Hervé Bellon ; VQ : Paul Sarrasin) : le sergent-major Riordan
- Gregory Cruz : Tuayeseh, le chef de la tribu apache
- Owen Crow Shoe : Pionsenay
- Tatanka Means : Taklishim
- Ella Hunt (VF : Rebecca Benhamour) : Juliette Chesney
- Tom Payne (VF : Alexis Gilot ; VQ : Gabriel Lessard) : Hugh Proctor
- Abbey Lee (VF : Chloé Berthier ; VQ : Rachel Graton) : Marigold
- Georgia MacPhail (VF : Jaynélia Coadou ; VQ : Emma Bao Linh) : Elizabeth Kittredge, la fille de Frances Kittredge
- Wasé Chief : Liluye, la femme de Taklishism
- Luke Wilson (VF : Philippe Valmont ; VQ : Antoine Durand) : Matthew Van Weyden
- Jon Beavers (VF : Maximilien Seweryn ; VQ : Éric Bruneau) : Junior Sykes
- Jamie Campbell Bower (VF : Yoann Sover ; VQ : Éric Paulhus) : Caleb Sykes
- Danny Huston (VF : Thierry Hancisse ; VQ : Jacques Lavallée) : le colonel Houghton
- Tim Guinee (VF : Fabrice de La Villehervé) : James Kittredge, le mari de Frances Kittredge
- Hayes Costner (VF : Tom Trouffier) : Nathaniel Kittredge, le fils de Frances Kittredge
- Will Patton (VF : Stefan Godin) : Owen Kittredge
- Isabelle Fuhrman : Diamond Kittredge, une fille de Owen Kittredge
- Colin Cunningham : Chisholm
- Scott Haze (VF : Valentin Merlet ; VQ : Maël Davan-Soulas) : Elias Janney
- Jim Lau : M. Hong
- Douglas Smith (VF : Erwan Zamor) : Sig
- Larry Bagby (VF : Franck Vincent) : Bill Landry / Flagg James
- Michael Angarano (VF : Guillaume Lebon ; VQ : Nicolas Poulin) : Walter Childs
- Jeff Fahey (VF : Bernard Métraux ; VQ : Daniel Picard) : Tracker
- Angus Macfadyen (VF : Pascal Casanova) : Desmarais
- Dale Dickey : Mme Sykes
- Giovanni Ribisi : H. Silas Pickering
- Alejandro Edda : Neron Chaveze
- James Russo (VF : Vincent Ropion) : Abel Naughton

 Source et légende : version française (VF) sur RS Doublage ; version québécoise (VQ) sur Doublage.qc.ca

## Production

### Genèse et développement
En janvier 2022, Kevin Costner annonce qu'il va réaliser son quatrième long métrage, un projet de western qui lui tient particulièrement à cœur depuis des années et qu'il évoquait déjà en 2016,. En avril, Warner Bros. et New Line Cinema sont annoncés à la production et à la distribution. En juin 2022, il est précisé que ce projet a pour titre Horizon et qu'il sera un western en quatre parties de plus de deux heures chacune. Il est confirmé qu'il contiendra près de 170 rôles parlants.

### Attribution des rôles
En plus de réaliser le film, Kevin Costner joue un des rôles principaux. En août 2022, la présence de nombreux acteurs est confirmée : Sienna Miller, Sam Worthington, Jamie Campbell Bower, Luke Wilson, Thomas Haden Church, Jena Malone, Alejandro Edda, Tatanka Means (en) ou encore Michael Rooker,,,. En septembre 2022, Isabelle Fuhrman, Ella Hunt et Jeff Fahey rejoignent eux aussi la distribution,,,.

### Tournage
Le tournage du chapitre 1 débute le 29 août 2022 dans le sud de l'Utah. Les prises de vues se déroulent jusqu'en novembre.

### Financement
Costner prend publiquement à partie les milliardaires pour leur frilosité à financer son film, selon un article dans Variety en mai 2024. Son investissement personnel serait de 38 millions de dollars, soit l’essentiel des sommes investies dans le tournage des deux premiers films de la série.

## Sortie et accueil
Projeté au festival de Cannes, le film y reçoit une ovation debout de sept minutes. À sa sortie en salles, il reçoit des critiques de presse relativement divergentes, avec une forte amplitude des jugements d’un journal à l’autre. Le site Allociné indique une moyenne de 2,9⁄5, d'après l'interprétation de 28 critiques de presse. Plusieurs critiques se montrent prudents car le film dure trois heures pleines, ce qui rebute les exploitants de cinéma, dans un genre, le western, qui a un taux d’approbation très variable selon les générations et les milieux. Le magazine américain Rolling Stone est enthousiaste mais s’interroge sur le format choisi, celui d’une série, où le deuxième tome est censé suivre le premier de seulement six semaines.
La « frontière sauvage » est au cœur du film, comme dans Danse avec les loups, et Horizon comme une suite à son western pro-indien de 1991, avec « sa lumière mirifique, ses paysages grandioses et son romanesque épique », selon Franceinfo.
Le succès du film lors du premier jour, avec 37 000 entrées soit le meilleur score en France selon le magazine Première, est à tempérer selon cette source car Horizon a droit à 521 copies, soit une moyenne de 71 spectateurs par salle. C'est cependant mieux que pour son dernier western, "Open Range", attirant 21 681 spectateurs le jour de sa sortie française, le 25 février 2004.
Aux États-Unis, la sortie est jugée plutôt décevante,  selon la chaîne de télévision CNews, ou en tout cas risquée compte tenu du budget de tournage extrêmement élevé, plus de cent millions de dollars pour quatre épisodes aux sorties rapprochées, dont 38 millions investis par l’auteur, passionné par l’histoire de l’Ouest américain, directement sur sa fortune personnelle.
Après la recette de la première semaine, de 22 millions de dollars dont seulement 3 millions hors des États-Unis, décision est prise le 11 juillet d’ajourner la sortie du deuxième chapitre, afin de laisser le premier trouver son public par la vidéo sur demande. Le 24 mai, la recette en salles était de 33 millions de dollars. La recette en vidéo à la demande n’a pas été rendue publique.

## Suites
La sortie de la deuxième partie, est envisagée pour le 16 août 2024. Cependant, en juillet 2024, il est annoncé que cette sortie est reportée à une date non précisée. Il est indiqué que le premier film doit sortir dès le 16 juillet en vidéo à la demande, puis sur la plateforme Max, afin de laisser plus de temps au public avec la sortie du 2e  volet. Kevin Costner rappelle en septembre son « plan initial », qui est que « ces films sortent avec cinq, six mois d'écart », souligne le magazine Première, en observant que la diffusion en vidéo à la demande marche « très fort » depuis son lancement à la mi-juillet. De son côté, Kevin Costner rappelle aussi que le point fort de sa carrière est centré sur seulement « quelques films qui ont su trouver leur public dans le temps ».
Le tournage du chapitre 3 ne débute que courant 2024.

## Distinction

### Sélection
- Festival de Cannes 2024 : hors compétition